# Matthé Pronk

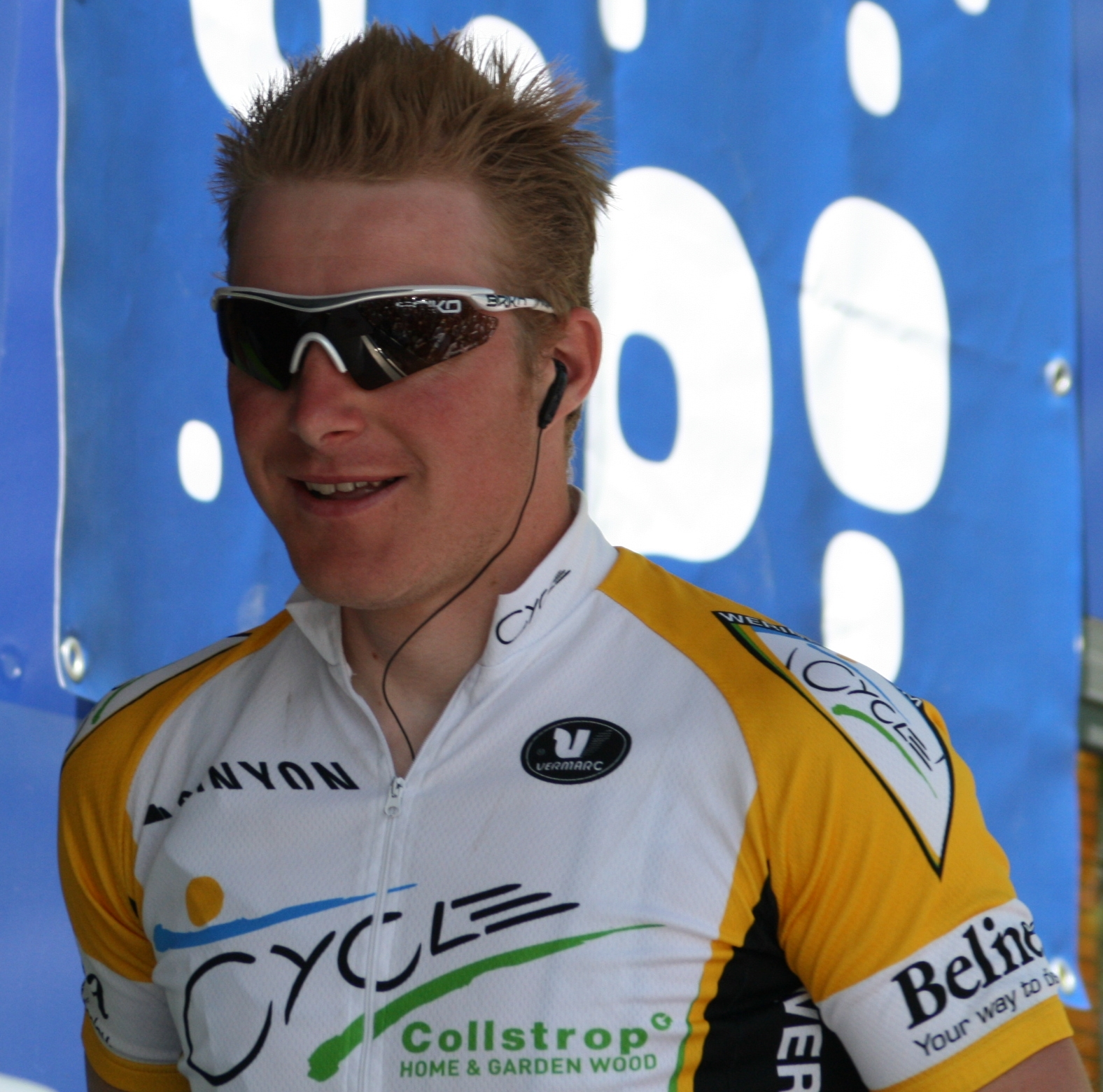
Matthé Pronk (2008)

Matthé Pronk (* 1. Juli 1974 in Warmenhuizen) ist ein niederländischer Radrennfahrer.

## Radsport-Karriere
Matthé Pronk wurde 1999 bei dem niederländischen Radsportteam Rabobank Profi. Er fuhr dort bis 2002. Als sein Vertrag nicht verlängert wurde, wechselte er zu dem kleineren Team Bankgiroloterij und war dort auf Anhieb erfolgreich. Er gewann Nokere Koerse und den Druivenkoers. 2003 siegte er bei der Noord-Nederland Tour. Im Jahr darauf wechselte er zum belgischen Professional Continental Team MrBookmaker.com, das später in Unibet.com umbenannt wurde und sich Ende 2007 aus dem Radsport zurückzog. Für das Nachfolgeteam Cycle Collstrop startete Pronk 2008, bevor er 2009 zum Team Vacansoleil wechselte.
Gemeinsam mit dem Schrittmacher Joop Zijlaard stellte Pronk am 18. November 2004 in Alkmaar eine neue Stunden-Weltbestleistung über 66,017 Kilometer auf. Im April 2010 erklärte Pronk seinen Rücktritt aus dem Profi-Radsport, um sich mehr seinem Studium und seiner Familie widmen zu können.
Kurz danach trat Pronk vom Rücktritt zurück. Im Dezember 2010 belegte er mit Schrittmacher Peter Bäuerlein den zweiten Platz bei der niederländischen Stehermeisterschaft hinter Patrick Kos mit Willem Fack. Im Januar 2012 wurde Matté Pronk in Alkmaar niederländischer Meister der Steher 2011/2012 mit Schrittmacher Peter Bäuerlein. Die weiteren Plätze belegten Jos Pronk mit Sam Mooij und Europameister Patrick Kos mit Willem Fack. Im Dezember 2012 verteidigten beide diesen Titel vor Patrick Kos mit Schrittmacher Willem Fack und Raymond Rol mit Christian Dippel.

## Privates
Matthé Pronk kommt aus einer Radsport-Familie. Sein Vater, der bereits verstorbene zweimalige Weltmeister der Amateursteher Mattheus, und sein Bruder Jos sind ebenfalls Radsportler. Der ehemalige T-Mobile Fahrer Bas Giling ist sein Neffe.

## Erfolge – Straße
1997
- Ster van Brabant

1998
- Olympia’s Tour

2003
- Nokere Koerse
- Druivenkoers

2004
- Noord-Nederland Tour

## Erfolge – Bahn
1996
- Niederländischer Meister im Scratch

2003
- Niederländischer Meister im Dernyrennen, Punktefahren und Zweier-Mannschaftsfahren (mit Jos Pronk)

2007
- Europameister – Derny mit Schrittmacher Joop Zijlaard in Alkmaar

2008
- Europameister – Derny mit Schrittmacher Joop Zijlaard in Alkmaar

2012
- Niederländischer Meister der Steher 2011/2012 mit Schrittmacher Peter Bäuerlein in Alkmaar

2013
- Niederländischer Meister der Steher 2012/2013 mit Schrittmacher Peter Bäuerlein in Alkmaar

## Teams
- 1999 Rabobank
- 2000 Rabobank
- 2001 Rabobank
- 2002 Rabobank
- 2003 Bankgiroloterij
- 2004 Bankgiroloterij
- 2005 MrBookmaker.com-SportsTech
- 2006 Unibet.com
- 2007 Unibet.com
- 2008 Cycle Collstrop
- 2009 Vacansoleil
- 2010 Vacansoleil (bis 25.04.)
- 2011 Marco Polo Cycling Team
- 2012 Marco Polo Cycling Donckers Koffie